# 六苞藤属
六苞藤属（学名：Symphorema）是六苞藤科下的一个属，为攀援灌木植物。该属共有约4种，分布于印度、缅甸、泰国、菲律宾。